# Dimitri Agüero
Dimitri Agüero (n. en Buenos Aires en 1959) es un compositor, director de orquesta y científico argentino.

## Biografía

### Comienzos
Dimitri es hijo del tenor Ramón Alberto Agüero. Estudió en la Escuela Idiomática Griega de Buenos Aires, y egresó del Liceo Militar General San Martín en 1976.

### Trayectoria en ciencias y humanidades
Se graduó de ingeniero nuclear en el Instituto Balseiro en 1983. Obtuvo un DESS (master francés) en inteligencia artificial (1990) en la Universidad de Saboya, y en la Universidad de París X Nanterre un Master 2 francés en Lengua, Literatura y Civilización extranjeras, opción España y América Latina (2007).
Dimitri Agüero fue funcionario de la organización científica internacional ITER.

### Trayectoria en la música
En 1963, interpretó en el Teatro Colón el papel del hijo de Cio-Cio-San en Madama Butterfly de Puccini (Renata Scotto), y uno de los hijos de Norma en la ópera epónima (Leyla Gencer).
Luego de una larga experiencia en Francia como coreuta y jefe de cuerda, entre octubre de 2014 y enero de 2022 dirigió la Orchestre LSO de l'AMA Pays d'Aix, Francia.
Dimitri Agüero ha compuesto obras corales a cappella, para solista y sinfónico-corales, así como dúos para violoncello.
Su estilo ha sido definido como intemporal, difícilmente clasificable; Dimitri rehúsa ser incluido entre los compositores contemporáneos, prefiriendo reivindicar una filiación romántico-wagneriana tardía con fuertes influencias brucknerianas.
Pese a ser de confesión ortodoxa griega, prefiere los textos católicos en latín para poner en música sus obras religiosas.
En 2016, el coro y orquesta francés Le Bon Tempérament estrenó el Gloria de su Missa supra Parsifal.
En 2025, fue elegido como director del coro Arsis de la ciudad de Garches, en la región parisina.
Dimitri Agüero está afiliado al SNAC (Sindicato Nacional de Autores y Compositores de Francia).

## Publicaciones
- Los hijos perdidos de Europa. Trabajo de Master para la obtención del Master 2 LLCE option Espagne et Amérique Latine, Université Paris X (2007)
- L'exile intermittent - Trabajo presentado en el coloquio "Exils et mobilités contemporaines", Faculté de Droit et de Science Politique, Université Aix-Marseille (6 de febrero de 2016).
- Établir des métriques interculturelles : S’affranchir de la pensée hégémonique d’entreprise  - Trabajo presentado en el coloquio "Cultures et médiation", Faculté de Droit et de Science Politique, Université Aix-Marseille (11 de febrero de 2017).
- Genèse, héritage, conservation et valorisation du patrimoine musical de la bibliothèque Méjanes de la ville d’Aix-en-Provence - Conferencia pronunciada el 10/02/2018 en la Faculté de Droit et de Science Politique, Université Aix-Marseille.[14]